# Нгам
Нгам (фр. Ngam) — небольшой город и супрефектура в Чаде, расположенный на территории региона Восточное Майо-Кеби. Входит в состав департамента Майо-Боней.

## Географическое положение
Город находится в юго-западной части Чада, к югу от реки Мотая-Марба, на высоте 324 метров над уровнем моря.
Населённый пункт расположен на расстоянии приблизительно 236 километров к юго-юго-востоку (SSE) от столицы страны Нджамены.

## Население
По данным официальной переписи 2009 года численность населения Нгама составляла 20 757 человек (10 292 мужчины и 10 465 женщин). Население супрефектуры по возрастному диапазону распределилось следующим образом: 55,2 % — жители младше 15 лет, 42 % — между 15 и 59 годами и 2,8 % — в возрасте 60 лет и старше.

## Транспорт
Ближайший аэропорт расположен в городе Чагин-Голо (регион Танджиле).